# Spirochaetaceae
Le Spirochaetaceae sono una famiglia di batteri delle spirochete. Alcune specie all'interno di questa famiglia sono gli agenti eziologici della Sifilide, malattia di Lyme, febbre ricorrente, e altre patologie.
Sono batteri anaerobi, anaerobi facoltativi o microaerofili, elicoidali.
Utilizzano carboidrati o aminoacidi come fonte di energia.